# Tagora
Fu un'antica città della Numidia (Algeria), citata nella Tabula Peutingeriana, nell'Itinerario antonino e nel Vetus Martyrologium Romanum, fu fortificata da Giustiniano I. È l'attuale Taoura, vicino ad Aïn Guettar, a una ventina di chilometri da Thagaste. Vi si trovano le rovine di terme romane, una chiesa e i resti di una fortezza bizantina.
Ha dato i natali a Santa Crispina, martire a Theveste (oggi Tébessa) nel 304.
Vi furono inoltre martirizzati nel 302 i santi Grato, Giulio, Felice, Potamia e altri loro compagni.
Fu sede episcopale della provincia romana di Numidia; attualmente è sede titolare.